# Bachseifen
Die Bachseifen ist ein 2,27 km langer, nördlicher Zufluss der Heller im Kreis Siegen-Wittgenstein in Nordrhein-Westfalen (Deutschland). 

## Verlauf
Der Bach entspringt nördlich von Würgendorf in der Gemeinde Burbach. Die Quelle des Baches liegt in einer Höhenlage von etwa 530 m ü. NHN am Westhang des Holzholzer Kopfes (543 m ü. NHN) und in unmittelbarer Näher des Donnerhain (561 m ü. NHN). Der Bach streift in seinem südlichen Verlauf den Osthang des Hahnberges (499 m ü. NHN) mit dem dort entspringenden „Siegenbach“. Der weitere Verlauf führt durch ein enges Tal, den sogenannten „Bachwald“. Dieses Tal ist geprägt durch seine Feuchtigkeit und seine großen Bestände an alten Buchenwäldern. 
Nach ca. 2,3 km mündet die Bachseifen westlich von Würgendorf auf ca. 390 m ü. NHN in die Heller.